# セシル・パウエル
セシル・フランク・パウエル（Cecil Frank Powell、1903年12月5日 - 1969年8月9日）は、イギリスの物理学者である。1950年、写真による原子核崩壊過程の研究方法の開発および諸中間子の発見によりノーベル物理学賞を受賞した。
パウエルは、イングランドのケント、トンブリッジで生まれた。1927年までキャヴェンディッシュ研究所で学んだ。火山活動の調査隊に加わるなどした後、ブリストル大学の教授となった。1938年霧箱を使わないで直接、原子核乾板に素粒子の軌跡を記録する方法を改良した。この方法をつかって1947年にジュセッペ・オキャリーニ、H・ミュアヘッド、セザーレ・ラッテスらと、湯川秀樹が予測したパイ中間子を発見した。1949年王立協会フェロー選出。

## 受賞歴
- 1949年：ヒューズ・メダル
- 1950年：ノーベル物理学賞
- 1957年：ベーカリアン・メダル
- 1961年：ロイヤル・メダル
- 1967年：ロモノーソフ金メダル（ソビエト科学アカデミー）